# Aurora Zantedeschi
Aurora Zantedeschi (nació en Verona, el 2 de noviembre de 2000) es una jugadora de tenis italiana.
Su mejor clasificación en la WTA fue la número 364 del mundo, que llegó el 27 de mayo de 2024. En dobles alcanzó número 155 del mundo, que llegó el 15 de julio de 2024. Hasta la fecha, no ha ganado títulos a nivel WTA, en la ITF tour a logrado uno individual y dieciséis títulos de dobles.
Hizo su debut en el cuadro principal de la WTA en el Torneo de Palermo 2023, después de pasar la clasificación.
En mayo de 2024, recibió un wildcard junto a Anastasia Abbagnato para el torneo local, el Masters de Roma 2024 un evento WTA 1000, donde llegaron a la segunda ronda con una victoria sobre Linda Nosková y Lucia Bronzetti.
En julio de 2024, recibió un wildcard junto a Yvonne Cavallé Reimers en el Torneo de Palermo 2024. Donde llegarian su primera final WTA en dobles. Esto sucederia luega de pasar por walkover en la primera ronda, derrotando a las preclasificadas #4 Angelica Moratelli y Sabrina Santamaria en cuartos de final. En semifinales a las preclasificadas #2 Tereza Mihalíková Y Olivia Nicholls. En la final no pudieron con las preclasificadas #1 Alexandra Panova y Yana Sizikova perdiendo en 3 set.

## Títulos WTA (0; 0+0)

### Dobles (0)
| Leyenda              |
| -------------------- |
| Grand Slam (0)       |
| Juegos Olímpicos (0) |
| WTA Finals (0)       |
| WTA 1000 (0)         |
| WTA 500 (0)          |
| WTA 250 (0)          |

#### Finalista (1)
| N.º | Fecha               | Torneo  | Superficie    | Pareja                 | Oponentes en la final          | Resultado        |
| --- | ------------------- | ------- | ------------- | ---------------------- | ------------------------------ | ---------------- |
| 1.  | 20 de julio de 2024 | Palermo | Tierra batida | Yvonne Cavallé Reimers | Alexandra Panova Yana Sizikova | 6-4, 3-6, [5-10] |